# Marcelo Ríos
Marcelo Andrés Ríos Mayorga (* 26. Dezember 1975 in Santiago de Chile) ist ein ehemaliger chilenischer Tennisspieler. In seiner Karriere gewann er 18 Einzeltitel. Zudem erreichte er 1998 das Finale der Australian Open. Sechs Wochen lang führte Ríos die Tennisweltrangliste an, und dies als einziger Spieler, der in seiner Karriere keinen Einzeltitel bei einem Grand-Slam-Turnier gewinnen konnte.

## Karriere
Ríos begann mit elf Jahren Tennis zu spielen und gehörte bereits in seiner Jugend zu den weltbesten Spielern. So gewann er 1993 die US Open und beendete die Saison auf Platz 1 der Juniorenweltrangliste. Ein Jahr später begann er seine Profikarriere. Gleich in seiner ersten Saison gelang es ihm, ein Turnier der Challenger-Serie für sich zu entscheiden. Das Jahr 1994 beendete er knapp hinter den Top 100 der Weltrangliste.
1995 gewann Ríos in Bologna seinen ersten Titel auf der ATP Tour. Es folgten zwei weitere Turniersiege in Amsterdam und Kuala Lumpur, so dass er die Saison auf Platz 25 beendete. Auch wenn er in der folgenden Saison nur ein weiteres Turnier gewann, schaffte Ríos zwischenzeitlich den Sprung in die Top 10. Zu dieser Entwicklung trugen je drei Final- und Halbfinalteilnahmen bei Turnieren der Super-9-Serie (heute Masters Series) maßgeblich bei. Bei den French Open zog Ríos zudem erstmals ins Achtelfinale eines Grand-Slam-Turniers ein. 1997 gewann er in Monte Carlo erstmals ein Super-9-Turnier und er hielt sich in dieser Saison mit vier weiteren Finalteilnahmen überwiegend in den Top 10, Rang 6 war seine beste Platzierung. Bei allen vier Grand-Slam-Turnieren erreichte er mindestens das Achtelfinale, in Melbourne und in New York musste er sich jeweils im Viertelfinale dem Weltranglistenzweiten Michael Chang geschlagen geben. Die Saison beendete Ríos auf Platz 10 der Weltrangliste.
Das Jahr 1998 war das erfolgreichste seiner Profikarriere. Nach dem Auftaktsieg in Auckland erreichte er das Finale der Australian Open, in dem er dem im Nachhinein wegen Dopings gesperrten Tschechen Petr Korda glatt unterlag. Im weiteren Saisonverlauf gewann Ríos sechs Titel und am 30. März 1998 übernahm er die Spitze der Weltrangliste, die er vier Wochen lang hielt, ehe Pete Sampras die Position zurückeroberte. Im August führte Ríos noch einmal zwei Wochen lang das Ranking an. Bis zum Jahresende blieb er in Schlagdistanz, doch bei der ATP-Weltmeisterschaft musste er nach dem Auftaktmatch seine weitere Teilnahme absagen. Ríos beendete die Saison auf Platz 2. 1999 gewann er zwar drei weitere Turniere, bei den Grand-Slam-Turnieren erreichte er aber nur in Paris das Viertelfinale. So fiel er in der Weltrangliste auf Platz 8 zurück.
Ab der Saison 2000 begannen gesundheitliche Probleme, seine Leistung zu beeinträchtigen. In Kroatien gewann er sein einziges Turnier der Saison, die er auf Platz 37 beendete. Nach einem guten Saisonstart in Doha mit seinem 17. Karrieretitel musste Ríos 2001 zahlreiche Erst- und Zweitrundenniederlagen hinnehmen. Sein 18. und letzter Karrieretitel in Hongkong konnte nicht verhindern, dass er zum Jahresende zwei weitere Weltranglistenplätze einbüßte. 2002 blieb er nach sieben Jahren erstmals ohne Titel, mit mehreren Halbfinalteilnahmen und dem Viertelfinaleinzug bei den Australian Open arbeitete er sich aber wieder unter die 25 Besten. Ein Jahr später hatte er bereits im Juli seinen letzten Saisonauftritt; den Rest der Saison, die er außerhalb der Top 100 beendete, sagte Ríos wegen Verletzung ab.
2004 versuchte er nach sieben Monaten Pause ein Comeback, scheiterte aber bei Challenger-Turnieren zweimal im Achtelfinale. Sein letztes Match als Profi bestritt er im mexikanischen San Luis Potosi, wo er seine Achtelfinalpartie gegen den Argentinier Mariano Delfino beim Stande von 7:5, 3:6 aufgab.
Seit dem Jahr 2006 spielt Ríos regelmäßig auf der ATP Champions Tour. Er beendete die Saison 2006, in deren Verlauf er sechs Turniere gewann, als Nummer 1. 2007 wollte er noch einmal an einem Profiturnier in Viña del Mar teilnehmen, er sagte aber wegen einer Rückenverletzung ab.

## Persönliches
Sein Vater ist der Geschäftsmann Jorge Ríos Jarvis und seine Mutter die Lehrerin Alicia Mayorga. Marcelo Ríos hat eine ältere Schwester (Paula).
Im Dezember 2000 heiratete er in Santiago die Costa-Ricanerin Giuliana Sotela, die er während des Trainings in der Nick Bollettieri Tennis Academy in Florida kennenlernte. 2001 wurde seine Tochter Constanza geboren. 2004, als er für einen chilenischen Radiosender arbeitete, wurde seine Ehe annulliert. 2005 heiratete er das Model María Eugenia Larraín. Diese zweite Ehe wurde aber bereits nach fünf Monaten wieder geschieden.

## Erfolge
| Legende                   |
| Grand Slam (0)            |
| Tennis Masters Cup (1)    |
| ATP Masters Series (5)    |
| ATP Tour (12)             |
| ATP Challenger Series (2) |

| Titel nach Belag |
| Hartplatz (7)    |
| Sand (9)         |
| Rasen (0)        |
| Teppich (2)      |

### Einzel

#### Turniersiege

##### ATP Tour
| Nr. | Datum              | Turnier        | Belag             | Finalgegner        | Ergebnis                  |
| --- | ------------------ | -------------- | ----------------- | ------------------ | ------------------------- |
| 1.  | 28. Mai 1995       | Bologna        | Sand              | Marcelo Filippini  | 6:2, 6:4                  |
| 2.  | 30. Juli 1995      | Amsterdam      | Sand              | Jan Siemerink      | 6:4, 7:5, 6:4             |
| 3.  | 8. Oktober 1995    | Kuala Lumpur   | Teppich (Halle)   | Mark Philippoussis | 7:66, 6:2                 |
| 4.  | 26. Mai 1996       | St. Pölten (1) | Sand              | Félix Mantilla     | 6:2, 6:4                  |
| 5.  | 27. April 1997     | Monte Carlo    | Sand              | Àlex Corretja      | 6:4, 6:3, 6:3             |
| 6.  | 18. Januar 1998    | Auckland       | Hartplatz         | Richard Fromberg   | 4:6, 6:4, 7:63            |
| 7.  | 15. März 1998      | Indian Wells   | Hartplatz         | Greg Rusedski      | 6:3, 6:715, 7:64, 6:4     |
| 8.  | 29. März 1998      | Miami          | Hartplatz         | Andre Agassi       | 7:5, 6:3, 6:4             |
| 9.  | 17. Mai 1998       | Rom            | Sand              | Albert Costa       | w.o.                      |
| 10. | 24. Mai 1998       | St Pölten (2)  | Sand              | Vincent Spadea     | 6:2, 6:0                  |
| 11. | 5. Oktober 1998    | Grand Slam Cup | Hartplatz (Halle) | Andre Agassi       | 6:4, 2:6, 7:61, 5:7, 6:3  |
| 12. | 18. Oktober 1998   | Singapur (1)   | Teppich (Halle)   | Mark Woodforde     | 6:4, 6:2                  |
| 13. | 9. Mai 1999        | Hamburg        | Sand              | Mariano Zabaleta   | 6:75, 7:5, 5:7, 7:65, 6:2 |
| 14. | 23. Mai 1999       | St. Pölten (3) | Sand              | Mariano Zabaleta   | 4:4 Aufgabe               |
| 15. | 17. Oktober 1999   | Singapur (2)   | Hartplatz (Halle) | Mikael Tillström   | 6:2, 7:65                 |
| 16. | 23. Juli 2000      | Umag           | Sand              | Mariano Puerta     | 7:61, 4:6, 6:3            |
| 17. | 7. Januar 2001     | Doha           | Hartplatz         | Bohdan Ulihrach    | 6:3, 2:6, 6:3             |
| 18. | 30. September 2001 | Hongkong       | Hartplatz         | Rainer Schüttler   | 7:63, 6:2                 |

##### Challenger Tour
| Nr. | Datum            | Turnier           | Belag | Finalgegner   | Ergebnis      |
| --- | ---------------- | ----------------- | ----- | ------------- | ------------- |
| 1.  | 9. Mai 1994      | Dresden           | Sand  | Oliver Gross  | 5:7, 6:3, 6:3 |
| 2.  | 29. Oktober 2001 | Santiago de Chile | Sand  | Edgardo Massa | 6:4, 6:2      |

#### Finalteilnahmen
| Nr. | Datum            | Turnier               | Belag         | Finalgegner         | Ergebnis            |
| --- | ---------------- | --------------------- | ------------- | ------------------- | ------------------- |
| 1.  | 30. Oktober 1995 | Santiago de Chile (1) | Sand          | Sláva Doseděl       | 6:73, 3:6           |
| 2.  | 10. März 1996    | Scottsdale            | Hartplatz     | Wayne Ferreira      | 6:2, 3:6, 3:6       |
| 3.  | 15. April 1996   | Barcelona             | Sand          | Thomas Muster       | 3:6, 6:4, 4:6, 1:6  |
| 4.  | 4. November 1996 | Santiago de Chile (2) | Sand          | Hernán Gumy         | 4;6, 5:7            |
| 5.  | 17. Februar 1997 | Marseille             | Hartplatz (i) | Thomas Enqvist      | 4:6, 0:1 aufgg.     |
| 6.  | 19. Mai 1997     | Rom                   | Sand          | Àlex Corretja       | 5:7, 5:7, 3:6       |
| 7.  | 18. August 1997  | Boston                | Hartplatz     | Sjeng Schalken      | 5:7, 3:6            |
| 8.  | 3. November 1997 | Santiago de Chile (3) | Sand          | Julián Alonso       | 2:6, 1:6            |
| 9.  | 19. Januar 1998  | Australian Open       | Teppich (i)   | Petr Korda          | 2:6, 2:6, 2:6       |
| 10. | 25. April 1999   | Monte Carlo           | Sand          | Gustavo Kuerten     | 4:6, 1:2 Aufgabe    |
| 11. | 10. Oktober 1999 | Shanghai              | Hartplatz     | Magnus Norman       | 6:2, 3:6, 5:7       |
| 12. | 27. Oktober 2002 | Stockholm             | Hartplatz (i) | Paradorn Srichaphan | 7:62, 0:6, 3:6, 2:6 |
| 13. | 10. Februar 2003 | Viña del Mar          | Sand          | David Sánchez       | 6:1, 3:6, 3:6       |

### Doppel

#### Turniersiege
| Nr | Datum         | Turnier   | Belag | Partner        | Finalgegner              | Ergebnis |
| 1. | 24. Juli 1995 | Amsterdam | Sand  | Sjeng Schalken | Wayne Arthurs Neil Broad | 7:6, 6:2 |

#### Finalteilnahmen
| Nr | Datum         | Turnier    | Belag     | Partner        | Finalgegner                 | Ergebnis  |
| 1. | 11. März 2001 | Scottsdale | Hartplatz | Sjeng Schalken | Donald Johnson Jared Palmer | 6:73, 2:6 |